# William Leigh Williamson Eyre
Rev. William Leigh Williamson Eyre (17 de marzo de 1841 - 25 de octubre de 1914 ) fue un naturalista, y micólogo inglés.

## Antecedentes y educación
W.L.W. Eyre nació en Padbury, Buckinghamshire. Fue educado para el marina mercante británica, y trabajó como marinero hasta que sus convicciones religiosas le llevaron a entrar en Colegio Teológico Lichfield para el estudio de las sagradas órdenes. Fue ordenado sacerdote en 1865 y se convirtió en cura de un número de parroquias inglesas antes de ser nombrado, en 1875, rector de Swarraton y vicario de Northington, Hampshire, donde permaneció por el resto de su vida.

## Historia natural y micología
El Rev. Eyre tenía un interés de larga data en la historia natural. Fue un miembro del Club de Campo Hampshire y se interesó por las plantas locales, especialmente las especies del género Rubus, y en moluscos de tierra y de agua dulce . Sus colecciones de botánica y malacológicas fueron finalmente dejadas al Museo Haslemere de Surrey, donde permanecen hoy también se unió al Club de campo de Wnaturalistas de Woolhope, como resultado de la cual desarrolló una experiencia en hongos.
Sus colecciones de especies de hongos nuevos e interesantes, en su mayoría realizadas en el área de Swarraton, eran en su mayor parte descritas por micólogos contemporáneos de la Royal Botanic Gardens, Kew, como M.C. Cooke, George Massee y E.M. Wakefield. Eyre publicó (principalmente una serie sobre hongos de Hampshire para el Club de Campo local) unos papeles, sus colecciones de hongos se encuentran ahora en el herbario micológico en el Real Jardín Botánico de Kew.

## Algunas publicaciones
- 1887. A list of Hampshire fungi. Papers and proceedings of the Hampshire Field Club 1: 49–50.

- 1900. Notes on Hants fungi. Transactions of the British Mycological Society 1: 110–112.

- 1900. Fungi. En: Doubleday, H.A. (ed.) Victoria County History of Hampshire and the Isle of Wight v. 1: 82–87. University of London.

- 1907. A list of the fungi of Grange Park and neighbourhood, Hampshire. Winchester: Warren & Son.

## Honores

### Otras membresías
- 1896: miembro fundador de la Sociedad Micológica Británica y elegido su presidente en 1903, cuando dio un discurso sobre "la micología como instrumento de recreación".
- Royal Meteorological Society, manteniendo registros meteorológicos locales, y llevó a cabo investigaciones sobre la historia local, publicando relatos de su parroquia.

### Epónimos
Nombró y describió el agárico ahora se conoce como  Lepiota grangei  (Eyre) Kühner, 1934. Nombró esta especie después de Grange Park en Northington.
Un número de especies fueron nombrados en honor de Eyre, incluyendo Melanophyllum eyrei (Massee) Singer,  Basidiodendron eyrei  (Wakef.) Luck-Allen, y  Poria eyrei  Bres.
- La abreviatura «Eyre» se emplea para indicar a William Leigh Williamson Eyre como autoridad en la descripción y clasificación científica de los vegetales.[5]